# RTL Matin
 (juin 2017).
Si vous disposez d'ouvrages ou d'articles de référence ou si vous connaissez des sites web de qualité traitant du thème abordé ici, merci de compléter l'article en donnant les références utiles à sa vérifiabilité et en les liant à la section « Notes et références ».
 (décembre 2018).
RTL Matin est la matinale de RTL, présentée par Thomas Sotto et Amandine Bégot en semaine et par Stéphane Carpentier le week-end.

## Historique
En mai 2014, RTL repense sa matinale à la suite d'une baisse d'audience, ce qui conduit la station à confier l'animation à Yves Calvi la saison suivante.
Depuis septembre 2018, le week-end jusqu'à 9h15 (au lieu de 10h15).
Le 4 mars 2020, l'imitateur Laurent Gerra, qui fait partie de l'équipe de la matinale en intervenant en fin de programme, à 8 h 45, fête sa 3000e chronique.
Depuis le 28 août 2021, le week-end rallongée d'une heure supplémentaire, dès 6h (au lieu de 7h).
À partir du 29 août 2022, la semaine jusqu'à 9h (au lieu de 9h30) et l'arrivée de Amandine Bégot avec Yves Calvi.
Depuis le 26 août 2024, la semaine de 7h00 à 10h (au lieu de 7h00 à 9h00) et l'arrivée de Thomas Sotto avec Amandine Bégot.

## Équipes

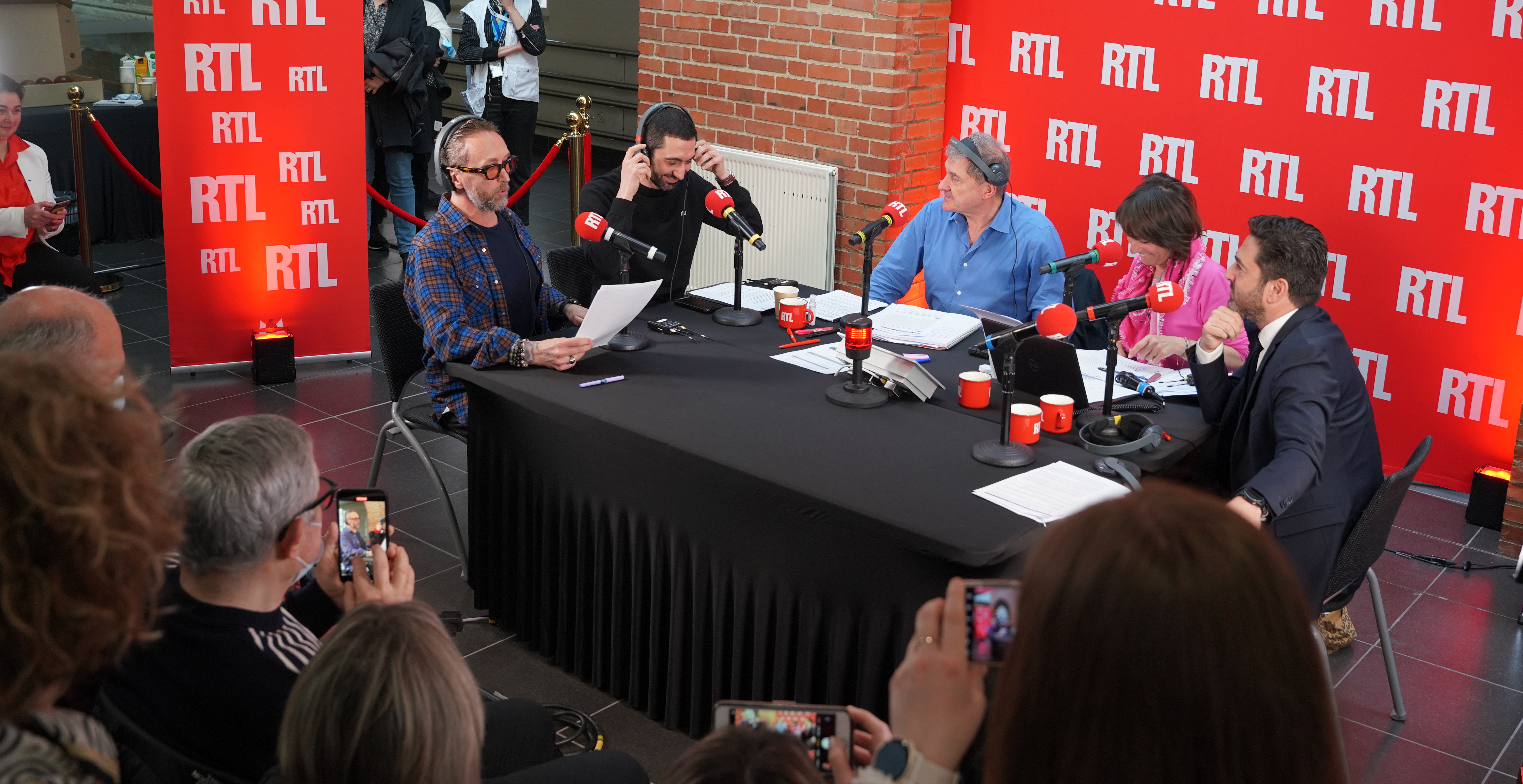
Sur le terrain en 2024, la maternité du Centre hospitalier universitaire de Reims.

### Présentateurs

#### Semaine
En semaine, la matinale est confiée successivement, depuis 2005, à Patrick Cohen, Christophe Hondelatte, Vincent Parizot, Laurent Bazin puis Yves Calvi.
- août 2005 - septembre 2006 : Patrick Cohen
- septembre 2006 à 2008 : Christophe Hondelatte
- août 2008 - septembre 2012 : Vincent Parizot
- septembre 2012 - juin 2014 : Laurent Bazin
- 25 août 2014 - 8 juillet 2022  : Yves Calvi
- 29 août 2022 - 8 juillet 2024  : Yves Calvi et Amandine Bégot
- Depuis 26 août 2024  : Thomas Sotto et Amandine Bégot

Les remplacements sont assurés par Céline Landereau, Amandine Bégot, Olivier Boy ou Stéphane Carpentier.

#### Week-end
Le Week-end, la matinale est confiée successivement, depuis 2004, à Bernard Poirette, puis à Stéphane Carpentier.
- septembre 2004[7] - août 2018 : Bernard Poirette
- depuis le 1er septembre 2018 : Stéphane Carpentier

Les remplacements sont assurés par Christophe Pacaud ou Alexandre de Saint Aignan ou encore Antoine Cavaillé Roux.

### Chroniqueurs
- Amandine Bégot
- Philippe Bouvard
- Philippe Caverivière
- Bertrand Chameroy
- Cyprien Cini
- Hélène Gateau
- Vincent Perrot
- Laurent Gerra
- Christine Haas
- Jean-Marc Jancovici
- François Lenglet
- Mac Lesggy
- Cyril Lignac
- Mathieu Madénian
- Julia Molkhou
- Isabelle Morini-Bosc
- Jean-Sébastien Petitdemange
- Stéphane Plaza
- Élodie Poux
- Sandrine Sarroche
- Sébastien Thoen

### Anciens chroniqueurs
La liste n'est pas exhaustive :
- Christine Berrou (départ pour Europe 1 en 2018)
- Pascale Clark
- Jean-Michel Aphatie (départ pour Europe 1 en 2015)
- Marc-Olivier Fogiel
- Alain Duhamel
- Florian Gazan
- Tanguy Pastureau (départ pour France inter en 2017)
- Sébastien Demorand (décédé le 21 janvier 2020)
- Éric Zemmour
- Michel Cymes
- Alba Ventura

## Audiences
La saison 2013-2014 a suscité une prise de conscience de la part de RTL, du fait de l'effritement des audiences.
En semaine
En 2020, RTL Matin est à son plus haut niveau historique avec une part d'audience de 14,3 %, ce qui fait 3,6 millions d'auditeurs en moyenne.
Le week-end
À l'issue de la saison 2013-2014, l'audience moyenne du week-end est de 1 366 000 auditeurs, en baisse de 121 000 auditeurs.